# لفحة الشمس

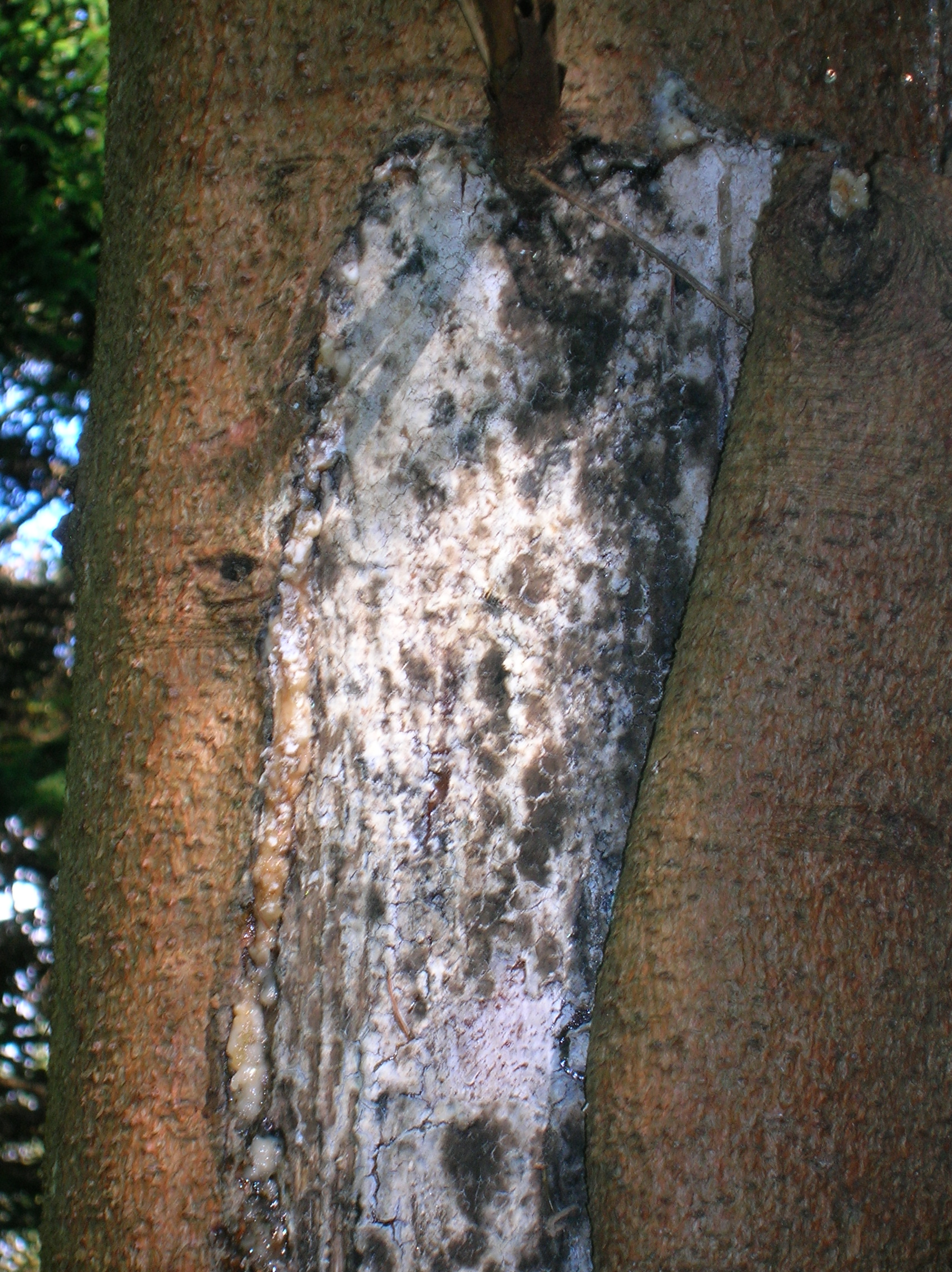
تحرق الشمس على شجرة تنوب

لَفْحَة الشمس هو تجمد اللحاء بعد ارتفاع درجات الحرارة في فصل الشتاء، ما يؤدي إلى تلف دائم للعيان في اللحاء. قد تتلف الثمار أيضًا. يُكافح بطلي السوق بالكلس لأن اللون الأبيض يمنع تخزين الحرارة.